# Pocan Smoo
Pocan Smoo är en grotta i Storbritannien.   Den ligger i kommunen Highland och riksdelen Skottland, i den norra delen av landet, 800 km norr om huvudstaden London. Pocan Smoo ligger 29 meter över havet.
Terrängen runt Pocan Smoo är kuperad söderut, men åt nordväst är den platt. Havet är nära Pocan Smoo åt nordost.  Närmaste större samhälle är Durness, 1,7 km väster om Pocan Smoo. 